# 1102
سنة 1102 كانت سنة بسيطة تبدأ يوم الأربعاء (الرابط يظهر نموذج التقويم الكامل للسنة) من التقويم اليولياني.

## أحداث
- بدء حصار طرابلس والذي استمر إلى 12 يوليو 1109.

## مواليد
- طلائع بن رزيك
- ماتيلدا ملكة إنجلترا
- ويليام كليتو

## وفيات
- آنا دالاسين.
- محمد بن هبة الله البندنيجي.
- محمود الكاشغري.
- ميخائيل الثاني (بابا الإسكندرية).
- هنري كونت مونتي سانتانجلو.